# ソニック・オリガミ
『ソニック・オリガミ』（Sonic Origami）は、イギリスのバンド、ユーライア・ヒープが1998年に発表した20作目のスタジオ・アルバム。

## 背景
「ビトウィーン・トゥー・ワールズ」は死者との再会を題材とした曲で、バンドの中心人物ミック・ボックスによれば、バンドの歴代メンバーのうち早世したゲイリー・セインとデヴィッド・バイロン、それにボックスの母を含む多数の人々に捧げられたという。「アクロス・ザ・マイルズ」はサバイバーのカバーで、オリジナル・バージョンはアルバム『今夜は眠れない』（1988年）に収録されている。

## ツアー
バンドは本作のリリースに伴い、18か月に及ぶ大規模なワールド・ツアーを構想していたが、ミック・ボックスによれば、所属レーベルのイーグル・レコードから十分な協力を得られなかったとのことで、1999年秋に予定されていたアメリカ・ツアーは中止となった。それを機にバンドは同社と決別し、以後『ウェイク・ザ・スリーパー』（2008年）まで新録のスタジオ・アルバムは発表されなかった。

## 評価
スティーヴ・ヒューイはオールミュージックにおいて5点満点中2.5点を付け「特定のジャンルの中で見れば堅実な作品で、酷評するには忍びない」「クラシック・ロックのファンであれば、無条件で楽しめるだろう」と評している。また、『CDジャーナル』のミニ・レビューでは「前作『シー・オブ・ライト』(95年)のパワフルな仕上がりに比べると少々落ち着いた印象だが、優美なメロディック路線に変わりはない」と評されている。

## 収録曲
特記なき楽曲はミック・ボックスとフィル・ランゾンの共作。
1. ビトウィーン・トゥー・ワールズ - "Between Two Worlds" - 6:29
2. アイ・ヒアー・ヴォイセズ - "I Hear Voices" (Trevor Bolder) - 3:55
3. パーフェクト・リトル・ハート - "Perfect Little Heart" - 5:17
4. ハートレス・ランド - "Heartless Land" (Mick Box, Phil Lanzon, Matthew Lanzon) - 4:44
5. オンリー・ザ・ヤング - "Only the Young" (T. Bolder) - 4:43
6. イン・ザ・モーメント - "In the Moment" - 6:23
7. クエスチョン - "Question" - 5:26
8. チェンジ - "Change" - 6:04
9. シェルター・フロム・ザ・レイン - "Shelter from the Rain" (T. Bolder) - 6:08
10. エヴリシング・イン・ライフ - "Everything in Life" (M. Box, P. Lanzon, T. Bolder, Lee Kerslake) - 3:15
11. アクロス・ザ・マイルズ - "Across the Miles" (Jim Peterik, Frankie Sullivan) - 5:13
12. フィールズ・ライク - "Feels Like" - 4:37
13. ゴールデン・パレス - "The Golden Palace" - 8:34

### ヨーロッパ盤・日本盤共通ボーナス・トラック
1. スウィート・プリテンダー - "Sweet Pretender" (T. Bolder) - 4:45

### 2013年リマスターCD (HNECD014)ボーナス・トラック
1. "Sweet Pretender" (T. Bolder) - 4:45
2. "Heartless Land (Single edit)" (M. Box, P. Lanzon, M. Lanzon) - 3:59

## 参加ミュージシャン
- バーニー・ショウ - ボーカル
- ミック・ボックス - ギター、バッキング・ボーカル
- フィル・ランゾン - キーボード、バッキング・ボーカル
- トレヴァー・ボルダー - ベース、バッキング・ボーカル
- リー・カースレイク - ドラムス、バッキング・ボーカル